# Калембіна
Калембіна (пол. Kalembina) — село в Польщі, у гміні Вішньова Стрижівського повіту Підкарпатського воєводства.
Населення — 414 осіб (2011).
У 1975-1998 роках село належало до Ряшівського воєводства.

## Демографія
Демографічна структура станом на 31 березня 2011 року:
|          | Загалом | Допрацездатний вік | Працездатний вік | Постпрацездатний вік |
| -------- | ------- | ------------------ | ---------------- | -------------------- |
| Чоловіки | 203     | 41                 | 145              | 17                   |
| Жінки    | 211     | 36                 | 127              | 48                   |
| Разом    | 414     | 77                 | 272              | 65                   |